# Andrew Benesh
Andrew Benesh (Rancho Palos Verdes, 14 de março de 1995) é um jogador de voleibol de praia estadunidense.

## Carreira
O início de Andreu no vôlei deu-se nas quadras de areia em Palos Verdes High School, onde o time indoor treinava durante a entressafra. Depois continuou a jogar indoor na USC, ele fez a transição para a praia em 2018, jogando com seu amigo e colega de colégio Cole Fiers, qualificando-se para dois os eventos principais do AVP naquele primeiro verão. Em seus primeiros quatro anos, jogou com lendas do AVP como Nick Lucena, Phil Dalhausser, Casey Patterson e Billy Allen.
Pela seleção estadunidense, disputou o Campeonato NORCECA Sub-21 de 2014  em San Salvador e obteve o título na edição da Copa Pan-Americana Sub-21 de 2015 em Gatineau finalizou com o vice-campeonato. Na temporada 2017-18,. defendeu o time suíço da Lausanne Université Club Volleyball conquistando o título nacional.
Em 2021, estreou no circuito mundial ao lado de Billy Allen no torneio duas estrelas de Rubavu (distrito). Em 2022, esteve com Nick Lucena no Challenge de Tlaxcala, obteve seu primeiro pódio no circuito mundial no Future de Songkhla, conquistando a prata ao lado de Miles Evans, obtendo a nona posição nos Challenges de Espinho e Agadir e o décimo sétimo lugar no Elite 16 de Paris.A partir de 2022, passa a compor dupla com Miles Partain, terminando em quinto no Challenge das Maldivas e conquistaram o título inédito do Challenge no I evento em Dubai e o nono no II evento.
Em 2023, permanece com a dupla com Miles Partain, alcançaram a quarta posição na qualificação para o  mundial, realizado em Punta Cana,  o quinto lugar no Challenge de Itapema, semifinalista no de Saquarema, bronze no Elite 16 de Ostrava, o título do Elite 16 em Gstaad, o vice-campeonato em Montreal, já em Hamburgo terminaram em quinto e em nono no de Paris, finalizaram em quinto lugar no Campeonato Mundial em  Tlaxcala de Xicohténcatl, Apizaco e Huamantla.

## Títulos e resultados
- Elite 16 de Gstaad do Circuito Mundial de 2023
- Challenge de Dubai I do Circuito Mundial de 2022
- Elite 16 de Montreal do Circuito Mundial de 2023
- Future de Songkhla do Circuito Mundial de 2022
- Elite 16 de Ostrava do Circuito Mundial de 2023
- Challenge de Saquarema do Circuito Mundial de 2023

## Premiações individuais
- Jogador que mais evoluiu de 2022 da AVP VolleyballMag.com
- Melhor Bloqueador de 2023 do Circuito da AVP
- Jogador que Evoluiu de 2023 do Circuito da AVP
- Dupla do Ano de 2023 do Circuito da AVP
- Melhor Bloqueador de 2023 da AVP VolleyballMag.com
- MVP de 2023 da AVP VolleyballMag.com
- Dupla do Ano de 2023 do Circuito da AVP VolleyballMag.com